# Сары-Таш (Араванский район)
Сары-Таш (кирг. Сары-Таш) — село в Араванском районе Ошской области Кыргызстана. Входит в состав Тео-Моюнского айылного аймака.

## География
Село расположено в западной части области, на расстоянии приблизительно 26 километров (по прямой) к юго-западу от села Араван, административного центра района. Абсолютная высота — 913 метров над уровнем моря.

## Население
Согласно оценочным данным Национального статистического комитета Кыргызской Республики, численность населения села на начало 2023 года составляла 2454 человека.
| год     | 2009 | 2014 | 2015 | 2020 | 2021 | 2023 |
| ------- | ---- | ---- | ---- | ---- | ---- | ---- |
| человек | 1748 | 2012 | 2136 | 2371 | 2379 | 2454 |